# 2004 日本女子サッカーリーグ
2004 日本女子サッカーリーグ（L・リーグ）は、2004年6月から10月まで開催された。

## 概略
これまでの「第○回」という表記（1989年の第1回からの通算では第16回大会）に代わり西暦の年号を名称に用いるようになったこのシーズンは、男子の日本プロサッカーリーグ（Jリーグ）と同様にチームをレベル別に分けた二部制に移行。1部リーグ(L1)には前年の上位リーグ6チームに、下位リーグ（7チーム）の1~4位が参加した「2004 L1参入チーム決定戦」により決定した2チームの8チームが所属。2部リーグ(L2)は下位リーグの残り5チームに新規参入のアルビレックス新潟レディースを加えた6チームで編成された。
シーズン開始前の4月には、この年の8月に行われたアテネオリンピックのアジア予選として「AFC女子サッカー予選大会2004」が東京と広島で行われ、本大会への出場決定試合となる北朝鮮代表戦が全国にテレビ中継されたこともあり、女子サッカーへの注目が非常に高まって、L・リーグの観客がさらに増加。憧れのサッカー選手の姿をもとめて来場する少女たちが多く見られるようになった。特に五輪中断前の7月25日の日テレ・ベレーザ対TASAKIペルーレFC戦（稲城中央公園総合グラウンド）では、女子サッカーとしては異例の2500人もの観客を集めたことで話題になった。
そして8月のオリンピック本戦での活躍は、7月に制定された愛称「なでしこジャパン」とともに日本国中に浸透し「サッカーは男のもの」という概念を覆して余りある活躍を得たこともあり、日本女子サッカーリーグは中断明けの9月から略称「L・リーグ」に加え、愛称「なでしこリーグ」も制定した。（同様に全国各地で開かれた女性向けのサッカー大会や教室にも名称に「なでしこ」が使われるようになった。）
シーズン再開後の10月23日には、Jリーグ・東京ヴェルディ1969対清水エスパルス戦（国立霞ヶ丘競技場陸上競技場）の後座試合として、日テレ・ベレーザVS宝塚バニーズの試合が開催された。
シーズン前の予想では、L1はアメリカの女子プロサッカーリーグ「WUSA」休止により復帰した澤穂希の所属する日テレ・ベレーザと昨年の覇者で全日本女子サッカー選手権大会も制したTASAKIペルーレFC（田崎ペルーレ改め）の一騎討ちと見られていたが、代表正ゴールキーパー・山郷のぞみらを擁するさいたまレイナスが14試合11勝3分0敗と無敗での初優勝を遂げた。
またL2では岡山湯郷Belleが21試合20勝1敗という圧倒的な成績で優勝し、L1最下位の大原学園JaSRA女子サッカークラブと入れ替わりでL1入りを決定。また新規参入のアルビレックス新潟レディースがL1昇格を逃したものの、2位になる快挙を遂げた。
この大会期間中の9月YKK APブラッパーズは東京電力にクラブ譲渡することが発表され、大会終了後東電マリーゼとなったが、L2への降格は行われなかった

## 大会概要
- 開催期間：2004年6月13日‐10月31日
- L・リーグ1部（呼称：L1）：8チームによる2回戦総当たり。
- L・リーグ2部（呼称：L2）：6チームによる3回戦総当たり。
- 入れ替え：L1の最下位チームは翌年のL2に降格、L2の1位チームは翌年のL1に昇格する。
- 選手登録：日本サッカー協会に登録している選手で25名まで。うち「下部組織チーム」から5名まで登録することができる。外国籍選手は5名まで登録、3名まで出場できる。
- 試合時間：90分（45分ハーフ）。90分以内で勝敗が決しない場合は引き分けとする。
- 順位：各リーグごとに全試合が終了した時点で、勝ち点（勝利3点、引分1点、敗戦0点）の多いチームを上位として決定する。勝ち点の合計が同じ場合は以下の順序で決める。

1. 全試合の得失点差
2. 全試合の総得点数
3. 直接対決の成績（1.勝ち点2.得失点差）
4. 順位決定戦（必要な場合のみ）

## 参加チーム

### L・リーグ1部 (L1)
- 日テレ・ベレーザ：東京都稲城市
- さいたまレイナス：埼玉県さいたま市
- YKK AP東北女子サッカー部フラッパーズ：宮城県三本木町（←YKK東北女子サッカー部フラッパーズ）
- 大原学園JaSRA女子サッカークラブ：長野県小県郡真田町
- 伊賀フットボールクラブくノ一：三重県伊賀町
- スペランツァF.C.高槻：大阪府高槻市
- 宝塚バニーズレディースサッカークラブ：兵庫県宝塚市
- TASAKIペルーレFC：兵庫県神戸市（←田崎ペルーレFC）

### L・リーグ2部 (L2)
- ジェフユナイテッド市原レディース：千葉県市原市
- 清水第八スポーツクラブ：静岡県静岡市
- ASエルフェン狭山FC：埼玉県狭山市
- ルネサンス熊本フットボールクラブ：熊本県熊本市
- 岡山湯郷Belle：岡山県英田郡美作町
- アルビレックス新潟レディース：新潟県北蒲原郡聖籠町（新規参入）

## 成績
○：勝利　△：引き分け　●：敗戦

### L・リーグ1部 (L1)
- 開催期間：2004年6月13日‐7月25日・9月19日‐10月31日

| 順位 | チーム                                 | さいたま  | 日テレ     | TASAKI    | 伊賀      | YKK AP    | 宝塚       | 高槻      | 大原学園  | 勝点 | 勝利 | 引分 | 敗戦 |
| 1位  | さいたまレイナス                       | ----      | △1-1 △0-0  | ○2-1      | ○1-0 ○4-2 | ○1-0 △0-0 | ○3-0 ○3-1  | ○2-0 ○5-1 | ○8-0 ○3-1 | 36   | 11   | 3    | 0    |
| 2位  | 日テレ・ベレーザ                       | △1-1 △0-0 | ----       | ○1-0      | ○3-0 ●0-1 | ○1-0 ○4-0 | ○6-0 ○11-0 | ○4-0 ○3-0 | ○1-0 ○5-0 | 35   | 11   | 2    | 1    |
| 3位  | TASAKIペルーレFC                       | ●1-2      | ●0-1       | ----      | △1-1 ○2-1 | ○1-0 ○5-0 | ○2-0 ○3-0  | ○1-0 ○3-0 | ○8-1 ○5-0 | 28   | 9    | 1    | 4    |
| 4位  | 伊賀フットボールクラブ くノ一          | ●0-1 ●2-4 | ●0-3 ○1-0  | △1-1 ●1-2 | ----      | ●1-2 ○1-0 | ○2-1 ○5-0  | ○3-2 ○1-0 | ○6-0 ○2-0 | 25   | 8    | 1    | 5    |
| 5位  | YKK AP 東北女子サッカー部 フラッパーズ | ●0-1 △0-0 | ●0-1 ●0-4  | ●0-1 ●0-5 | ○2-1 ●0-1 | ----      | ○4-0 ●1-2  | ●0-2 △1-1 | ○4-1 △1-1 | 12   | 3    | 3    | 8    |
| 6位  | 宝塚バニーズ                           | ●0-3 ●1-3 | ●0-6 ●0-11 | ●0-2 ●0-3 | ●1-2 ●0-5 | ●0-4 ○2-1 | ----       | ●0-4 ○3-1 | ○1-0      | 12   | 4    | 0    | 10   |
| 7位  | スペランツァF.C.高槻                   | ●0-2 ●1-5 | ●0-4 ●0-3  | ●0-1 ●0-3 | ●2-3 ●0-1 | ○2-0 △1-1 | ○4-0 ●1-3  | ----      | ○1-0 △0-0 | 11   | 3    | 2    | 9    |
| 8位  | 大原学園JaSRA 女子サッカークラブ       | ●0-8 ●1-3 | ●0-1 ●0-5  | ●1-8 ●0-5 | ●0-6 ●0-2 | ●1-4 △1-1 | ●0-1       | ●0-1 △0-0 | ----      | 2    | 0    | 2    | 12   |

※大原学園JaSRAのL2降格決定

### L・リーグ2部 (L2)
- 開催期間：2004年6月13日‐8月1日・9月5日‐10月31日

| 順位 | チーム                            | 湯郷           | 新潟L           | AS狭山         | R熊本          | 市原L          | 清水第八        | 勝点 | 勝利 | 引分 | 敗戦 |
| 1位  | 岡山湯郷Belle                     | ----           | ○1-0 ○4-1 ○2-1  | ●1-2 ○2-0 ○4-0 | ○4-2 ○6-0 ○9-0 | ○7-0 ○6-0 ○7-0 | ○8-0 ○3-0 ○5-1  | 42   | 14   | 0    | 1    |
| 2位  | アルビレックス新潟 レディース     | ●0-1 ●1-4 ●1-2 | ----            | ○3-0 ○4-1 ○3-2 | ○6-0 ○2-1 ○3-0 | ○3-1 ○6-1 ○7-1 | ○10-0 ○7-1 ○5-2 | 36   | 12   | 0    | 3    |
| 3位  | ASエルフェン狭山FC                | ○2-1 ●0-2 ●0-4 | ●0-3 ●1-4 ●2-3  | ----           | ○4-0 ○5-2 △0-0 | ○5-1 ●0-2 ○4-1 | ○5-0 ○3-0 ○4-1  | 25   | 8    | 1    | 6    |
| 4位  | ルネサンス熊本                    | ●2-4 ●0-6 ●0-9 | ●0-6 ●1-2 ●0-3  | ●0-4 ●2-5 △0-0 | ----           | ○3-1 ○4-0 ●0-1 | ○3-1 ○1-0 △0-0  | 14   | 4    | 2    | 9    |
| 5位  | ジェフユナイテッド市原 レディース | ●0-7 ●0-6 ●0-7 | ●1-3 ●1-6 ●1-7  | ●1-5 ○2-0 ●1-4 | ●1-3 ●0-4 ○1-0 | ----           | ○5-1 ●3-4 ○4-0  | 12   | 4    | 0    | 11   |
| 6位  | 清水第八スポーツクラブ            | ●0-8 ●0-3 ●1-5 | ●0-10 ●1-7 ●2-5 | ●0-5 ●0-3 ●1-4 | ●1-3 ●0-1 △0-0 | ●1-5 ○4-3 ●0-4 | ----            | 4    | 1    | 1    | 13   |

※岡山湯郷BelleのL1昇格決定

## 個人成績

### L・リーグ1部 (L1)
- 最優秀選手：安藤梢（さいたまレイナス）
- 最多得点：安藤梢（さいたまレイナス）
- 新人賞：村岡夏希（伊賀FCくノ一）
- 敢闘賞：荒川恵理子（日テレ・ベレーザ）、
- 優秀監督賞：田口禎則（さいたまレイナス）
- フェアプレー賞：伊賀フットボールクラブくノ一

### L・リーグ2部 (L2)
- 最優秀選手：宮間あや（岡山湯郷Belle）
- フェアプレー賞：岡山湯郷Belle

### ベストイレブン
- GK：山郷のぞみ（さいたまレイナス）
- DF：磯﨑浩美（TASAKIペルーレFC）、笠嶋由恵（さいたまレイナス）、田代久美子（さいたまレイナス）、山岸靖代（伊賀FCくノ一）
- MF：安藤梢（さいたまレイナス）、酒井與恵（日テレ・ベレーザ）、高橋彩子（さいたまレイナス）、川上直子（TASAKIペルーレFC）
- FW：荒川恵理子（日テレ・ベレーザ）、大谷未央（TASAKIペルーレFC）